# Siegfried Kirschen

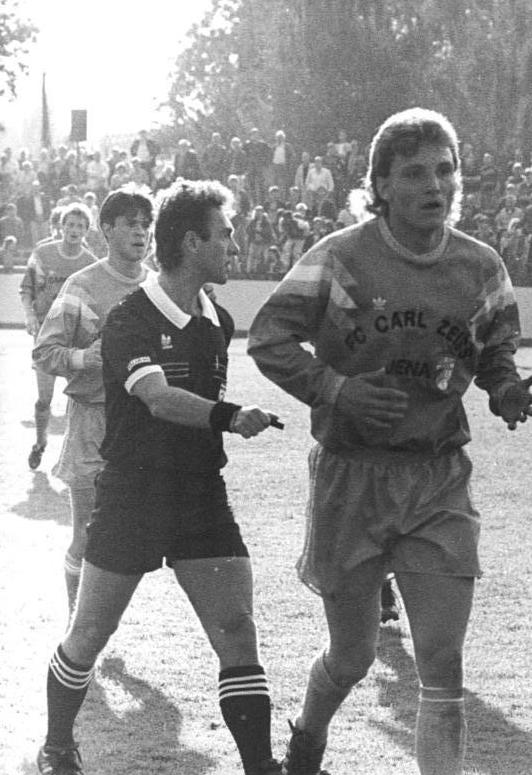
Schiedsrichter Siegfried Kirschen 1990 bei einem DDR-Oberliga-Spiel

Siegfried Kirschen (* 13. Oktober 1943 in Chemnitz; † 19. April 2024 in Bad Saarow) war ein deutscher Fußballschiedsrichter und -funktionär des Deutschen Fußball-Verbandes sowie des Deutschen Fußball-Bundes. Er leitete vier Partien bei zwei WM-Endrunden und kam zudem bei fünf Spielen als Linienrichter zum Einsatz. Kirschen war damit an mehr WM-Partien beteiligt als jeder andere deutsche Schiedsrichter. Von der Gründung 1990 bis 2018 war Kirschen Präsident des Fußball-Landesverbandes Brandenburg.

## Schiedsrichter
Siegfried Kirschen war beim SC Motor Karl-Marx-Stadt zunächst selbst im Nachwuchsbereich als Fußballer aktiv. Aufgrund eines Wadenbeinbruchs konnte der Bezirksauswahlspieler die Spielerkarriere nicht im gewünschten Maße forcieren. 1961 legte er seine Schiedsrichterprüfung ab, leitete von 1972 bis 1991 251 Spiele der DDR-Oberliga und am 17. Mai 1980 das FDGB-Pokal-Finale zwischen dem FC Carl Zeiss Jena und dem FC Rot-Weiß Erfurt, das im Berliner Stadion der Weltjugend vor 45.000 Zuschauern 3:1 nach Verlängerung endete.
Der Diplom-Psychologe und Armeeangehörige galt lange Zeit als einer der besten seiner Zunft. Er war von 1962 bis 1987 bei der NVA der DDR, letzter Dienstgrad Oberstleutnant. Seit 1979 FIFA-Schiedsrichter, nahm Siegfried Kirschen als Unparteiischer des Fußballverbandes der DDR an der Endrunde der Fußball-Weltmeisterschaft 1986 in Mexiko mit der Leitung des Vorrundenspiels Nordirland gegen Brasilien, 0:3 (0:2), und des Viertelfinales Spanien gegen Belgien, 1:1 n. V. (1:1, 0:1), 4:5 i. E., sowie bei der WM 1990 in Italien mit der Leitung der Vorrundenpartie Belgien gegen Uruguay, 3:1 (2:0), und des Achtelfinales ČSFR gegen Costa Rica, 4:1 (1:0), teil.
Als Linienrichter kam er bei der Endrunde 1986 zu drei Einsätzen (Bulgarien gegen Italien 1:1, Schottland gegen Dänemark 0:1 sowie England gegen Marokko 0:0), 1990 zu zwei Einsätzen bei Uruguay gegen Spanien (0:0) und Brasilien gegen Schottland (1:0).
Bei der Fußball-Europameisterschaft 1988 in der Bundesrepublik Deutschland wurde ihm die Leitung des Inselderbys England gegen Irland, 0:1 (0:1), übertragen.
43 Europacupspiele, darunter das Finalhinspiel im UEFA-Cup 1986/87 zwischen IFK Göteborg und Dundee United am 6. Mai 1987 im Nya Ullevi, (Göteborg), das vor 50.023 Zuschauern 1:0 für die Schweden endete sowie das UEFA Super Cup-Finale 1988 KV Mechelen gegen PSV Eindhoven standen unter seiner Leitung. Hinzu kamen 24 Länderspiele.
In der Bundesliga leitete er gegen Ende seiner aktiven Zeit noch zwei Spiele in der Saison 1990/91, nämlich das Hamburger Stadtderby zwischen dem FC St. Pauli und dem Hamburger SV und das Südderby zwischen dem VfB Stuttgart und dem FC Bayern München.
Am 30. Oktober 2006 wurde publiziert, dass er Inoffizieller Mitarbeiter des Ministeriums für Staatssicherheit der DDR gewesen sein soll. Unter dem Decknamen „Friedrich“ habe er über einen Zeitraum von 20 Jahren diverse Personen bespitzelt. Die Vorwürfe wurden seinerseits indes stets bestritten.

## Funktionär
Der beruflich als Lehrer und Psychologe tätige Kirschen war im früheren Bezirksfachausschuss Frankfurt (Oder) Vorsitzender der Schiedsrichterkommission. Seit der Gründung im Jahre 1990 war er Präsident des Fußball-Landesverbandes Brandenburg, Mitglied des Vorstandes des Nordostdeutschen Fußballverbandes (NOFV) sowie – seit Sommer 2008 – Vorsitzender des NOFV-Schiedsrichterausschusses. Er arbeitete als DFB-Schiedsrichter-Coach in der Bundesliga sowie als internationaler Schiedsrichterbeobachter. Im März 2018 gab er bekannt, dass er nicht mehr für die Wiederwahl als Verbandspräsident kandidieren wird. Zu seinem Nachfolger als Verbandspräsident wurde im September 2018 Jens Kaden gewählt.
Kirschen war Kuratoriumsmitglied der Egidius-Braun-Stiftung.